# Science Citation Index Expanded

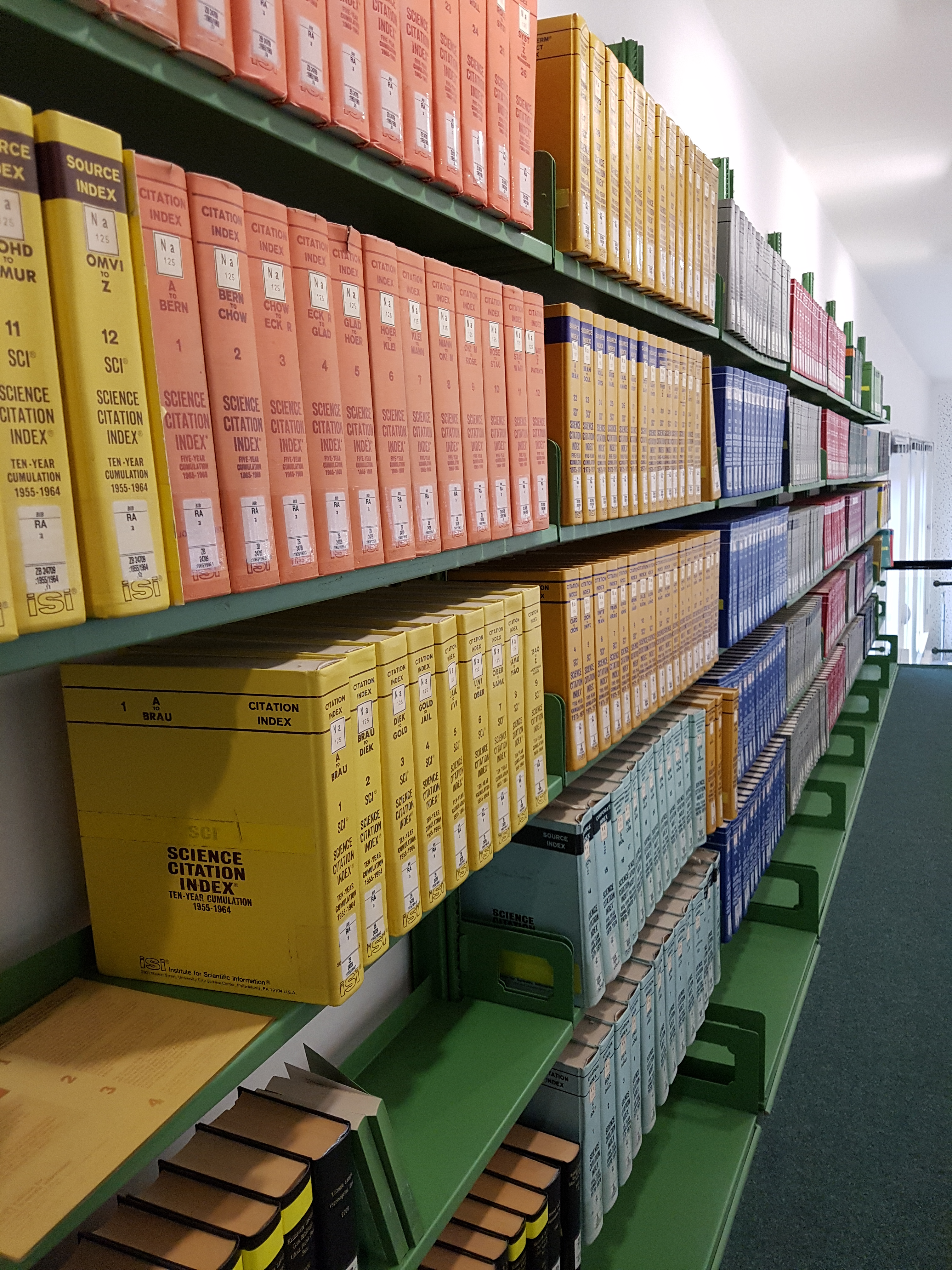
Der Science Citation Index noch in Buchform

Der Science Citation Index Expanded (SCIE) ist eine unter dem Namen Science Citation Index (SCI) 1955 angekündigt und 1964 gestartete wissenschaftliche Zitationsdatenbank, die vom Institute for Scientific Information (ISI) begründet, später vom US-amerikanisch-kanadischen Medienunternehmen Thomson Reuters Corporation  angeboten wurde und aktuell von Clarivate Analytics betrieben wird.

## Geschichte des Science Citation Index
Die Entwicklung dieses Produkts wurde durch Fördermittel der National Institute of Health im Jahre 1961 ermöglicht. Im Rahmen seiner geförderten Tätigkeit entwickelte Eugene Garfield einen umfassenden interdisziplinären Index von Zitationen. Aus diesem Index wurde im Jahr 1963 der Science Citation Index für das Jahr 1961 extrahiert, der 562 Fachzeitschriften und 2 Millionen Zitate umfasste.
Der damaligen Zeit angemessen wurde das Werk in gedruckter Form veröffentlicht, doch bereits 1966 wurden die Daten erstmals auch auf Magnetbändern herausgegeben.
Heute existieren sowohl gedruckte Ausgaben des Science Citation Index sowie eine DVD-ROM-Ausgabe. Der Science Citation Index umfasst über 3750
Zeitschriften.

## Erweiterung zum Science Citation Index Expanded
Science Citation Index Expanded ist quasi die Online-Version. Der SCIE zeichnet sich durch eine umfassendere Abdeckung der internationalen Forschungsliteratur aus. Es werden über 8800 wissenschaftliche Zeitschriften in über 150 Disziplinen abgedeckt. Die Datenbank steht als Teil des Web of Science mit Daten ab 1945 im Internet zur Verfügung. Weiterhin sind die Daten als Scisearch über Dialog mit Daten ab 1980 erhältlich. Im Rahmen des Century of Science sind Daten ab dem Jahr 1900 erhältlich.
Der Science Citation Index Expanded ist auch Grundlage für den jährlich veröffentlichten Impact Factor im Rahmen des Journal Citation Reports.
Der Science Citation Index und der Science Citation Index Expanded dient vielen Wissenschaftlern als Grundlage für bibliometrische Analysen.

## Journal Citation Reports
Ursprünglich wurden die Journal Citation Reports (JCR) als Teil des Science Citation Index veröffentlicht, enthielten insbesondere Informationen zu den Impact-Faktoren wissenschaftlicher Fachzeitschriften und wurden später in das Web of Science integriert. Die JCR sind auch als eigenständiger Dienst aufrufbar.